# いとしのキャサリン
『いとしのキャサリン』は、新潟県を放送対象地域とするANN系列のテレビ局である、新潟テレビ21（NT21）のイメージソング、および社歌として使用されていた楽曲である。
作詞は秋元康、作曲はオフコースの松尾一彦、歌はCoCo。
総演奏時間は3分58秒。

## 概要
1983年に開局した新潟テレビ21（NT21）のテーマソングとして製作され、1983年9月25日の開局前のサービス放送開始当初から、2006年7月31日まで、同局のオープニング／クロージング（局名告知放送）として、90秒に編集したものをBGMに様々な風景の中を模型飛行機が飛んでいく映像が用いられている。
曲自体は開局前の試験電波発射時からBGMとして使用されており、同局は試験放送時からステレオ放送及び二重音声の送信を可能としていたため、この曲もステレオで放送された。
新潟テレビ21の地上デジタル放送開始に伴うコーポレートアイデンティティ導入により、2006年8月に同局の略称が「NT21」から「UX」に変更されたことに伴い、オープニング／クロージングも変更されてからは使用されていない。なお、2008年以降の同局のイメージソングは『笑顔のつながり～YOU&ME&UX』である。
2018年10月から開局35周年を記念して、90秒から60秒に編集した復刻版が期間限定で放映。復刻版では、アナログ放送終了により使用されていないコールサイン「JOUX-TV」や技術情報の字幕スーパー、旧略称「NT21」のロゴマーク部分をカットし、歌自体もオープニング・クロージングでは2番の歌詞を使用している。
新潟テレビ21は開局前には新潟市をはじめ新潟県内の繁華街で開局をPRするキャンペーンを実施、『いとしのキャサリン』もテレビ放送以外に街頭などで広く流され、オープニング／クロージングの映像から放送周波数帯等の説明をカットしたものがプロモーションビデオとして流された。開局当初のプレゼント企画として、『いとしのキャサリン』と『1973年のキャサリン』（後述）の2曲が入ったステレオカセットテープが、抽選で100名にプレゼントされたこともあった。

## 1973年のキャサリン
1983年9月21日に日本コロムビアから発売されたCoCoの唯一のアルバム『LOCATION』（AF-7221）に作詞：秋元康、作曲：松尾一彦、編曲:CoCoのクレジットで『いとしのキャサリン』とメロディは同一だが歌詞が異なるアナザーバージョンが収録された。B面にアルバム収録曲「出来すぎたロケーション」（作詞：秋元康、作曲：谷口雅洋、編曲:CoCo）をカップリングしてシングルカット（日本コロムビア・AH-375）もされていた他、前述のNT21開局プレゼント企画の非売品カセットテープにも収録されている。
翌1984年にNEWSレコード・Eastレーベルから発売された山本コウタローのアルバム『10月の距離』には、編曲:飛澤宏元、コーラスアレンジ:小林幸司によるカバーが収録されている。